# Bausch & Lomb Championships 1987
Il  Bausch & Lomb Championships 1987 è stato un torneo di tennis giocato sulla terra verde. È stata l'8ª edizione del torneo, che fa parte del Virginia Slims World Championship Series 1987. Si è giocato all'Amelia Island Plantation di Amelia Island negli USA dal 13 al 19 aprile 1987.

## Campionesse

### Singolare
Steffi Graf ha battuto in finale  Hana Mandlíková con il punteggio di 6–3, 6–4

### Doppio
Steffi Graf /  Gabriela Sabatini hanno battuto in finale  Hana Mandlíková /  Wendy Turnbull con il punteggio di 3–6, 6–3, 7–5